# Cerro al Volturno

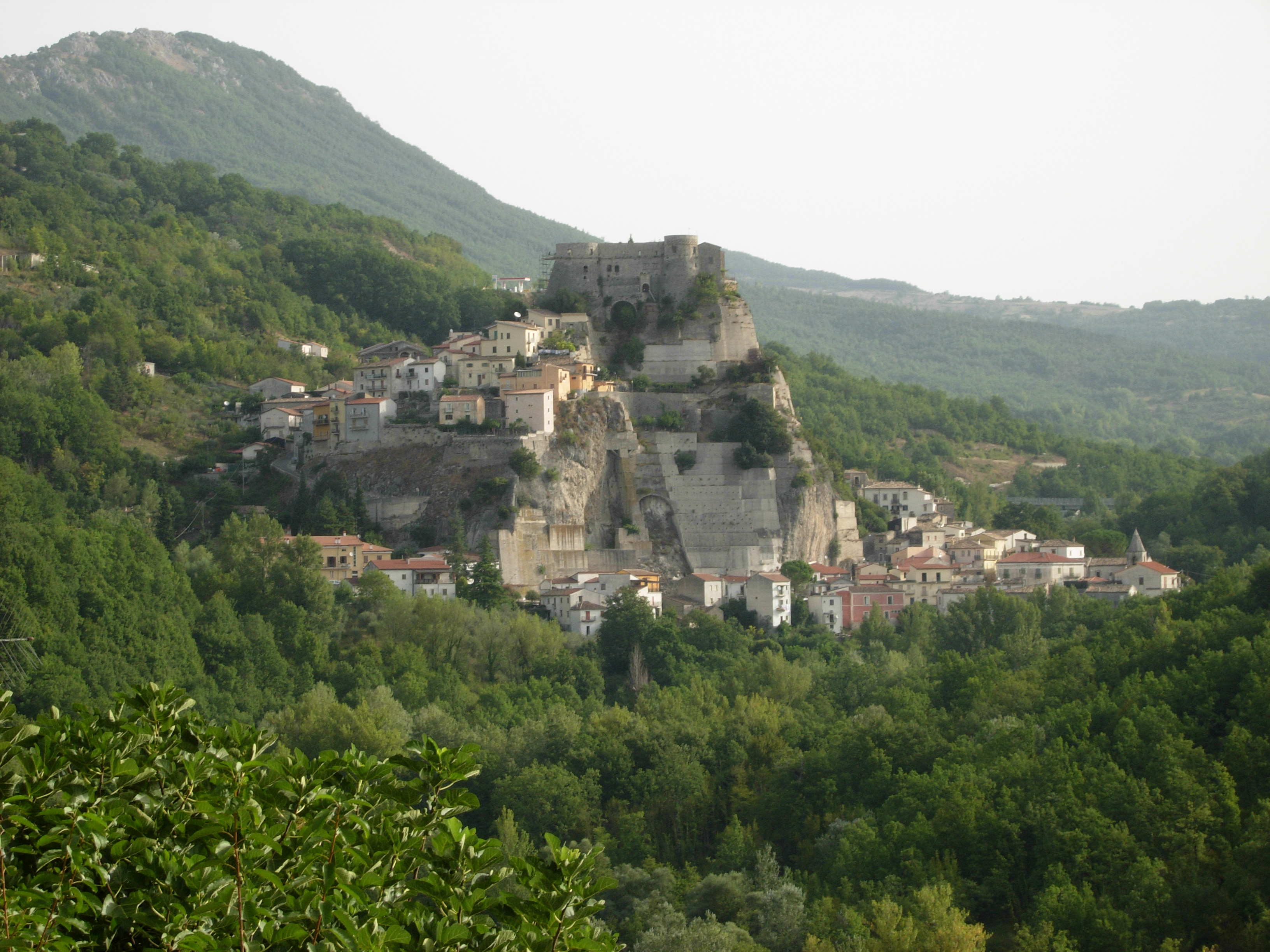
Panorama von Cerro al Volturno

Cerro al Volturno ist eine italienische Gemeinde (comune) mit 1120 Einwohnern (Stand 31. Dezember 2023) in der Provinz Isernia in der Region Molise. Die Gemeinde liegt etwa 12 Kilometer westnordwestlich von Isernia. Der Volturno fließt am südöstlichen Rand der Gemeinde entlang.

## Verkehr
Durch die Gemeinde führt die Strada Statale 158 della Valle del Volturno von Alfedena nach Caiazzo. Von ihr zweigt hier die Strada Statale 652 di Fondo Valle Sangro nach Fossacesia ab.